# German Juniors 1999
Das German Juniors 1999 im Badminton fand vom 11. bis zum 14. März 1999 in der Sporthalle an der Berufsschule in Bottrop statt. Bottrop war damit zum zehnten Mal Ausrichter der Titelkämpfe. Es war insgesamt die 16. Austragung des bedeutendsten internationalen Juniorenwettbewerbs in Deutschland. Veranstalter war der Deutsche Badminton-Verband. Björn Joppien avancierte nach dem Sieg von Holger Broß 1984 zum zweiten deutschen Titelträger im Herreneinzel und blieb es bis dato (Stand 2022) auch. Joppien schaltete bis zum Gewinn mehrere hochrangige asiatische Gegner aus und musste dabei schon im Achtelfinale über drei Sätze gehen. Eine weitere deutsche Podestplatzierung erkämpfe Petra Overzier mit Rang drei im Dameneinzel.

## Sieger und Platzierte
| Disziplin    | Gold                                    | Silber                            | Bronze                         |
| ------------ | --------------------------------------- | --------------------------------- | ------------------------------ |
| Herreneinzel | Björn Joppien                           | Chetan Anand                      | Andrew South                   |
| Herreneinzel | Björn Joppien                           | Chetan Anand                      | Endra Feriyanto                |
| Dameneinzel  | Ling Wan Ting                           | Atu Rosalina                      | Petra Overzier                 |
| Dameneinzel  | Ling Wan Ting                           | Atu Rosalina                      | Lee Kyung-ock                  |
| Herrendoppel | Hendri Kurniawan Saputra Wandry Saputra | Shinya Ohtsuka Toshifumi Nakamura | Yuichi Shimokawa Shoji Sato    |
| Herrendoppel | Hendri Kurniawan Saputra Wandry Saputra | Shinya Ohtsuka Toshifumi Nakamura | Kasper Kiim Jensen Mathias Boe |
| Damendoppel  | Kim Hee-jung Hwang Yu-mi                | Eny Erlangga Diah Novita          | Mona Santoso Atu Rosalina      |
| Damendoppel  | Kim Hee-jung Hwang Yu-mi                | Eny Erlangga Diah Novita          | Mika Anjo Noriko Okuma         |
| Mixed        | Hendri Kurniawan Saputra Eny Erlangga   | Mathias Boe Karina Sørensen       | Shinya Ohtsuka Noriko Okuma    |
| Mixed        | Hendri Kurniawan Saputra Eny Erlangga   | Mathias Boe Karina Sørensen       | Heo Hoon-hoi Hwang Yu-mi       |